# Vermenigvuldigingspunt
De vermenigvuldigingspunt (⋅) is een wiskundig teken (operator) dat bestaat uit een hoger geplaatste punt. Het is een vermenigvuldigingsteken dat kan worden gebruikt in plaats van het kruisje (×) of (in programmeertalen) de asterisk (*): a⋅b is dus hetzelfde als a × b, a * b of "a keer b". De vermenigvuldigingspunt is vrijwel identiek aan de hoge punt, maar wijkt af in exacte vorm en tussenruimte. Het symbool is opgenomen in Unicode als U+22C5 ⋅.

## Gebruik
René Descartes gebruikte een vermenigvuldigingspunt als maalteken. Het is de meest gebruikelijke notatie in wetenschappelijke publicaties in Europa. In Duitsland wordt het ook gebruikt op basisniveau.

## Voorbeeld
Een simpel voorbeeld van de notatie met de vermenigvuldigingspunt is {\displaystyle 12\cdot 12=144}.